# Stanisław Dubois
Stanisław Józef Dubois (wym. [dy.'bwa]; ur. 9 stycznia 1901 w Warszawie, zm. 21 sierpnia 1942 w KL Auschwitz) – polski działacz Polskiej Partii Socjalistycznej, Organizacji Młodzieży Towarzystwa Uniwersytetu Robotniczego, publicysta. Brał udział w powstaniu śląskim i wojnie polsko-bolszewickiej 1920. Był twórcą i przewodniczącym Czerwonego Harcerstwa TUR. W latach 1928–1933 sprawował mandat posła II i III kadencji Sejmu RP, a od 1938 – radnego Warszawy. Pracował na stanowisku sekretarza redakcji gazety Robotnik. Jako przeciwnik rządzącej po 1926 r. sanacji został w 1930 r. uwięziony w Twierdzy Brzeskiej, a następnie skazany w procesie brzeskim na trzy lata więzienia. Brał udział w wojnie obronnej 1939 r., a następnie w lewicowej konspiracji antyhitlerowskiej. Niespełna rok po klęsce Polski został aresztowany i trafił do obozu koncentracyjnego Auschwitz-Birkenau, gdzie uczestniczył w obozowej konspiracji ppor. Witolda Pileckiego. Rozstrzelany w 1942.

## Dzieciństwo i młodość
Był synem Mieczysława, adwokata pracującego w charakterze radcy prawnego w Kasie Przemysłowców Warszawy i Stanisławy z domu Rafalskiej. Pradziadem jego był Karol August Dubois, paryżanin, oficer armii napoleońskiej, który po 1812 r. aż do śmierci pracował jako nauczyciel gimnazjalny na Podolu i Wołyniu. W trakcie nauki w gimnazjach im. Mikołaja Reja, Jana Zamoyskiego i Wojciecha Górskiego był członkiem tajnego harcerstwa. W szkole Górskiego zorganizował wraz z pięcioma kolegami kółko samokształceniowe Znicz, które wydawało pisemko „Museion”. Poglądy socjalistyczne przyjął pod wpływem swego nauczyciela literatury polskiej z gimnazjum Norberta Barlickiego. Jego przyjaciel, Walery Zbijewski wspominał:

6 sierpnia na stokach Cytadeli Warszawskiej usłyszeliśmy takie przemówienie poświęcone rocznicy stracenia członków Rządu Narodowego, które przeszło nasze oczekiwania. Tym niezwykłym mówcą był przedstawiciel PPS Norbert Barlicki. Do dzisiejszego dnia nie mogę zapomnieć jego niesamowitego wzroku, wyrazistej gestykulacji, jasnej konstrukcji jego przemówienia, druzgocących argumentów, wspaniałości języka oraz – co najbardziej nas przejęło – siły przekonania i bezprzykładnej odwagi. W pewnej odległości na wozie ciężarowym stali niemieccy żandarmi, pogroził im pięścią i pełnym uniesienia głosem zakrzyknął „ze światem całym zwycięzcy – z nami przegracie!”. Obaj poczuliśmy, że z przerażenia włosy zjeżyły nam się na głowie. Tłum ryczał bezprzytomnie. Niemcy zeskoczyli z wozu. Zaczęto pospiesznie rozchodzić się. Barlicki w otoczeniu kilku towarzyszy spokojnie wycofał się ku miastu. Szliśmy w pewnej odległości za nim. Staszek mówił śpiesznie, zduszonym od emocji głosem: Walery, nie można dłużej się zastanawiać, trzeba za nim iść i to natychmiast

W 1918 r. Dubois wstąpił do Związku Młodzieży Postępowo-Niepodległościowej, późniejszego Związku Polskiej Młodzieży Socjalistycznej (ZPMS). Organizacja ta działała pod patronatem PPS – dotychczasowej PPS-Frakcji Rewolucyjnej. W ZPMS był redaktorem pisma Jutro, pisząc pod ps. S-ek. Według informacji przekazanej w biogramie sejmowym, w tym czasie przebywał w więzieniu niemieckim za działalność w organizacjach socjalistycznych, lecz brak na to potwierdzenia w źródłach.

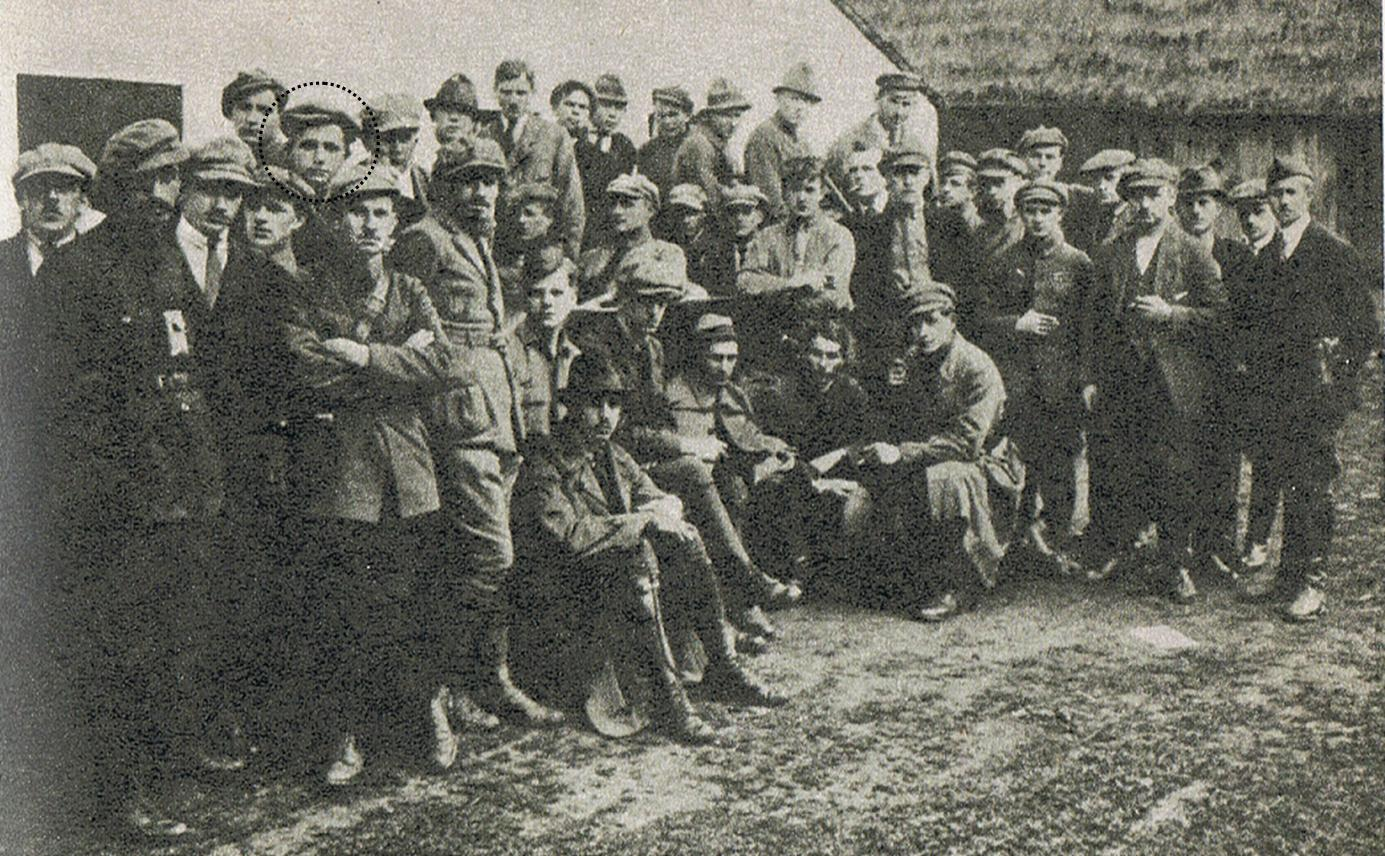
Oddział Dywersyjny kpt. Tadeusza Puszczyńskiego ps. Wawelberg w III powstaniu śląskim. Stanisław Dubois w drugim rzędzie czwarty od lewej.

We wrześniu 1918 r. Dubois został członkiem PPS. Uczestniczył w rozbrajaniu żołnierzy niemieckich na terenie Warszawy. Według jego własnej relacji należał wówczas także do Polskiej Organizacji Wojskowej (POW) i Milicji Ludowej PPS. Jesienią 1918 r. został uczniem gimnazjum w Płocku, gdzie założył z kolegami czasopismo socjalistycznej młodzieży szkolnej Znicz. Po odzyskaniu przez Polskę niepodległości brał udział w organizacji wyborów do Rady Delegatów Robotniczych w Warszawie. Na wiosnę 1919 r. powrócił do stolicy, w celu podjęcia nauki w Gimnazjum Rocha Kowalskiego. W tym czasie na Zjeździe ZPMS został wybrany przewodniczącym jej Komitetu Centralnego.
Na wieść o wybuchu powstania na Śląsku 29 sierpnia 1919 r. wraz z całym zarządem ZPMS przedostał się na teren walk. Po powstaniu wraz z innymi członkami PPS i Narodowej Partii Robotniczej (NPR) działał na rzecz wsparcia Polskiej Organizacji Wojskowej Górnego Śląska w Wydziale Plebiscytowym „B” Oddziału II Sztabu Generalnego WP na czele z por. Tadeuszem Puszczyńskim. Został też jednym z założycieli Uniwersytetu Robotniczego im. Franciszka Morawskiego.
W 1920 r. Dubois wstąpił ochotniczo do wojska i uczestniczył w wojnie polsko-bolszewickiej. W czasie Bitwy Warszawskiej został ranny w nogę.
W 1921 r. ponownie udał się na Śląsk, aby wziąć udział w trzecim powstaniu śląskim. Walczył w jednostce dywersyjnej „Wawelberg”. W pododdziale, dowodzonym przez kpr. Bohdana de Nisaua ps. Zagozda (oddział ppor. Lucjana Miładowskiego), dosłużył się stopnia kaprala. W skład pododdziału wchodzili również: kpr. Wiktor Wiechaczek, Stanisław Saks i Stanisław Leśniewski. 31 maja 1921 r. brał udział w akcji wysadzenia mostu drogowego na trasie Gogolin – Strzelce Opolskie i zniszczenia torów kolejowych na linii Opole – Strzelce Opolskie.
Za czyny, dokonane podczas wojny polsko-bolszewickiej i powstań na Śląsku, został odznaczony w 1921 r. Krzyżem Walecznych oraz Krzyżem na Śląskiej Wstędze Waleczności i Zasługi I klasy.

## Działacz PPS i Czerwonego Harcerstwa

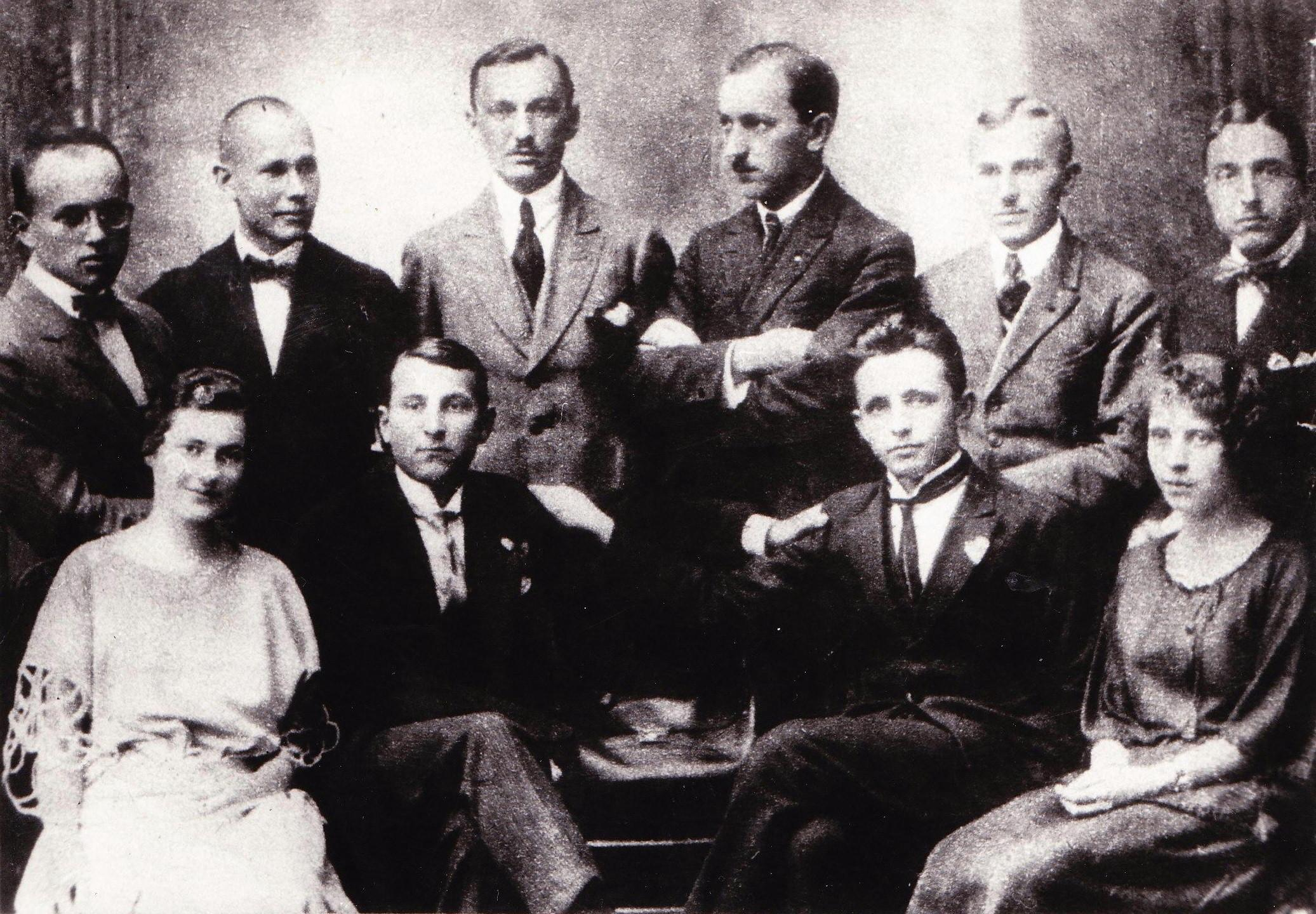
Zarząd Stowarzyszenia Bratniej Pomocy Wolnej Wszechnicy Polskiej w 1921 r. Siedzą: po lewej – Tomasz Piskorski, prezes i po prawej – Stanisław Dubois – wiceprezes.

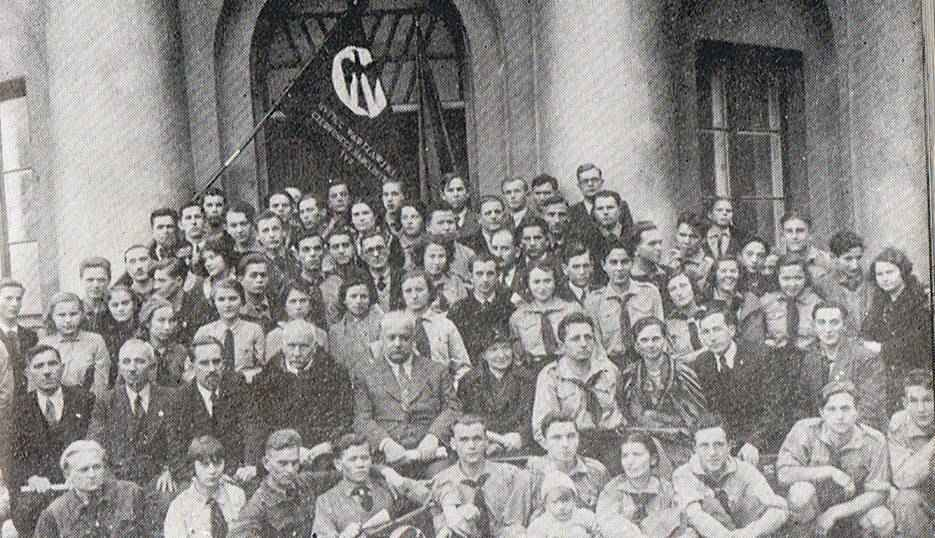
III Ogólnokrajowa Konferencja Czerwonego Harcerstwa w Warszawie, w siedzibie Związku Zawodowego Kolejarzy w maju 1931. W drugim rzędzie siedzą od lewej: Somerfeld, Jan Janiak, Zygmunt Piotrowski, Tomasz Arciszewski, Kazimierz Czapiński, Wanda Pożaryska, Stanisław Dubois, Olga Boguszówna, Kazimierz Wojciechowski, Józef Żarnowiecki.

W 1920 Dubois rozpoczął studia na Wolnej Wszechnicy Polskiej w Warszawie. W trakcie studiów objął funkcję wiceprezesa Stowarzyszenia Bratniej Pomocy WWP. Po rozłamie w ZPMS dokonanym przez komunistów w sierpniu 1921 kontynuował działalność organizacji aż do jej zaniku w 1922. W maju 1922 Dubois razem z Wacławem Brunerem i Bohdanem de Nissau był jednym z organizatorów I Zjazdu Związku Niezależnej Młodzieży Socjalistycznej.
Po utworzeniu w 1922 Towarzystwa Uniwersytetu Robotniczego (TUR) wstąpił w jego skład. 15 kwietnia 1923 znalazł się w Centralnym Wydziale Młodzieży, powołanym przez Zarząd Główny TUR. Współpracował w nim z Wacławem Brunerem (przewodniczącym), Władysławem Landau, Ludwikiem Cohnem, Stanisławem Garlickim, Stanisławem Niemyskim, Eugenią Pragierową, Mieczysławem Tyllem i Lucyną Woliniewską. W pierwszych trzech latach istnienia działalność Wydziału koncentrowała się na jednoczeniu organizacji młodzieżowych – dotychczasowych kół ZPMS oraz Związku Polskiej Młodzieży Robotniczej „Siła” – w koła młodzieży TUR. Nawiązano też współpracę ze śląskim Stowarzyszeniem Młodzieży Robotniczej „Siła”. Pod koniec 1924 r. koła młodzieży TUR liczyły 1500, w 1926 r. – 4901 członków, zrzeszonych w 59 organizacjach. Na II Zjeździe TUR w listopadzie 1925 wydano zgodę na tworzenie autonomicznych struktur młodzieżowych.
Na zjeździe młodzieżówki TUR w lutym 1926 w Warszawie została powołana Organizacja Młodzieży TUR (OM TUR). Dubois wszedł do Komitetu Centralnego. Został również przewodniczącym komitetu redakcyjnego pisma Głos Młodzieży Robotniczej. Był komendantem pierwszego krajowego zlotu młodzieży robotniczej odbytego w maju 1927 oraz jednym z organizatorów Dnia Młodzieży Robotniczej organizowanego coroczne 6 października. W lutym 1929 na II Zjeździe OM TUR Dubois został wybrany na wiceprzewodniczącego Komitetu Centralnego OM TUR.
26 kwietnia 1926 Dubois wraz z grupą młodzieży socjalistycznej wziął udział w zgromadzeniu młodzieży akademickiej organizowanym przez organizacje narodowe. W trakcie spotkania doszło do wydarzenia, które zaważyło na jego przyszłości. Dubois przed rozpoczęciem wiecu, spoliczkował działacza młodzieży narodowej Antoniego Opęchowskiego. Tenże (prawdopodobnie agent policji) zadenuncjował Dubois w 1941. W sierpniu 1943 Opęchowski został zlikwidowany przez Armię Krajową.
W 1929 był współtwórcą i przewodniczącym Referatu Harcerskiego przy Komitecie Centralnym OM TUR, od 1931 do 1939 przewodniczącym Rady Głównej Czerwonego Harcerstwa TUR. Pierwsze gromady (drużyny) zakładał już w 1926 w Warszawie z Eugenią Pragierową, Stanisławem Garlickim i Józefem Deptułą.
Od listopada 1927 do lutego 1928 jako przedstawiciel OM TUR wchodził w skład Zarządu Związków Robotniczych Stowarzyszeń Sportowych RP, któremu przewodniczył Rajmund Jaworowski.

## RedaktorRobotnika

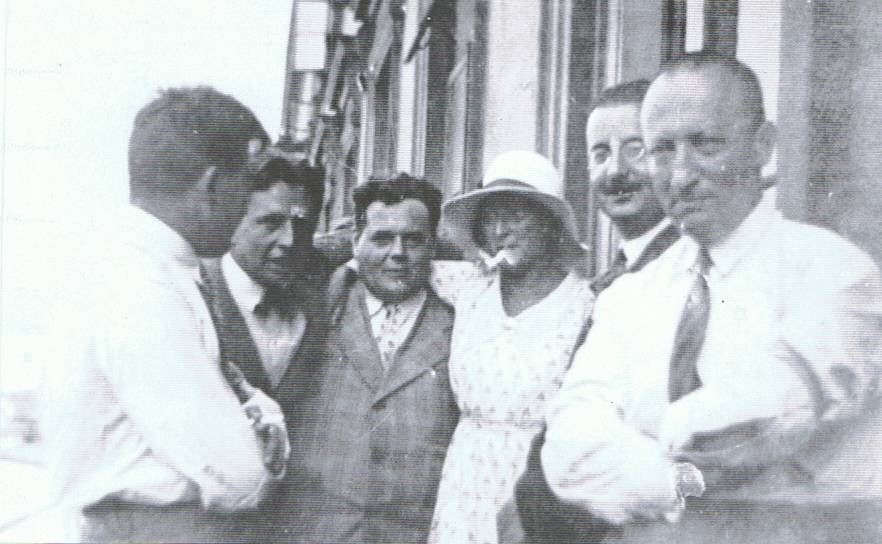
Zespół redakcyjny Robotnika. Od prawej: Jan Maurycy Borski, Mieczysław Niedziałkowski, Bolesława Kopelówna, Stojen-Stefanowski, Stanisław Dubois, Adam Obarski.

Od września do listopada 1922 (Biała) – wspierał Kazimierza Czapińskiego w zwycięskiej kampanii wyborczej do Sejmu. Redagował m.in. dwutygodnik OKR PPS w Białej – „Wiadomości Społeczne”. Sukcesy dziennikarskie spowodowały, iż Czapiński polecił go redaktorowi naczelnemu Robotnika Feliksowi Perlowi. Rozpoczął wówczas współpracę z centralnym organem PPS. W 1925 Feliks Perl zaangażował Dubois na stanowisko sekretarza redakcji Robotnika, które z przerwami pełnił do 1939. W związku z działalnością redakcyjną otrzymał w styczniu 1928 dwa wyroki, po miesiącu aresztu, które jednak nie zostały wykonane. W zespole redakcyjnym, na zmianę z Bolesławą Kopelówną pełnił funkcje sekretarza redakcji, pisał artykuły oraz prowadził rubrykę Przegląd Prasy. Jak wspominał Jan Mulak, terminujący wówczas w gazecie:

Przed wojną Przegląd Prasy był jednym z najostrzejszych narzędzi walki politycznej. Na tej małej arenie odbywała się walka na kontrargumenty, odbieranie tematów, naświetlanie, ośmieszanie przeciwników, łapanie ich za słówka. [W latach późniejszych Mulak pisał]: Niedziałkowski nie odbierał etatu redakcyjnego Stanisławowi Dubois, który całkowicie był pochłonięty sprawami organizacyjnymi w Czerwonym Harcerstwie i Organizacji Młodzieży TUR, swoim okręgiem w Hajnówce, przez co w ostatnich latach przed wojną udzielał się mało w pracach redakcyjnych

 W trakcie przewrotu majowego w 1926 PPS aktywnie wsparła Piłsudskiego formując bataliony robotnicze, oraz organizując 13 maja kluczowy dla przebiegu wydarzeń strajk Związku Zawodowego Kolejarzy. Postawa PPS spowodowała wydanie przez Komisariat Rządu m. stoł. Warszawy decyzji o zawieszeniu wydawania „Robotnika”. Redaktor naczelny Feliks Perl podjął decyzję o dalszym wydawaniu gazety w formie jednodniówki. Całą pracę wydawniczą w tych dniach wziął na siebie Dubois wraz z Janem Maurycym Borskim. Samodzielnie obaj wydali kolejne numery gazety. Poparcie PPS dla Piłsudskiego, jako przyszłego prezydenta zostało wyrażone 26 maja na pięciu wiecach socjalistycznych w Warszawie. Tym większym zaskoczeniem okazała się odmowa przyjęcia wyboru na stanowisko Prezydenta przez Zgromadzenie Narodowe w dniu 31 maja. W tym dniu odbywała się wielka manifestacja PPS na Placu Teatralnym, w trakcie której Dubois w przemówieniu potępił Piłsudskiego za tę decyzję.
Po demonstracyjnych spotkaniach premiera Józefa Piłsudskiego z przedstawicielami polskiej arystokracji w październiku 1926 na zamku w Nieświeżu i w Dzikowie, oraz wprowadzeniu przedstawicieli obozu konserwatywnego do rządu (według relacji Józefa Mieszkowskiego) Dubois zwrócił na ręce Piłsudskiego otrzymany za zasługi bojowe Krzyż Walecznych. Według tej samej relacji, wywołało to pogróżki pod adresem Dubois, a nawet stało się przyczyną umieszczenia go na liście więźniów w 1930. Sprawa zwrócenia Krzyża Walecznych nie była potwierdzana w żadnych innych publikowanych źródłach i relacjach.

## Poseł PPS na Podlasiu
Już w 1923 Dubois rozpoczął działalność polityczną na Podlasiu. 10 marca 1923 wraz z Tadeuszem Wieniawą-Długoszowskim (bratem generała) zadebiutował na wiecu w Łomży na uroczystościach 30-lecia PPS. W maju 1923, wraz ze Stanisławem Garlickim, był organizatorem wiecu w Ostrowi Mazowieckiej. Ogółem w latach 1923–1939 Dubois odbył na terenie województwa białostockiego, co najmniej 189 wieców, zebrań i odczytów w 35 miejscowościach. Dzięki jego aktywności, PPS uzyskała w wyborach parlamentarnych w marcu 1928 w okręgu nr 4 (Ostrów Mazowiecka, Bielsk Podlaski, Wysokie Mazowieckie) 16,96% głosów, wobec 3,65% uzyskanych w wyborach w 1922. Najlepsze wyniki osiągnięto w powiecie bielskim – 25,4%, zwłaszcza na obszarach wiejskich zamieszkałych przez ludność białoruską, w gminach Pasynki – 82,2%, Kleszczele – 73,8%, Łosinka (wraz z Hajnówką) – 76,7%. Dzięki zwycięstwu PPS, Dubois został wybrany posłem na Sejm II kadencji. Akcja wyborcza była o tyle trudna, że na początku kampanii Dubois złamał nogę. W kampanii efektywnie wspierali go działacze PPS, OM TUR i ZNMS z Warszawy: Józef Mieszkowski, Tadeusz Jabłoński, Stanisław Niemyski, Kazimierz Wojciechowski, Ludwik Cohn, Stanisław Garlicki. Istotnym wsparciem był też socjalistyczny magistrat w Ostrowi Mazowieckiej na czele z burmistrzem Stanisławem Leśniewskim, działaczem ZNMS i PPS. Okręg, gdzie działał Dubois, żartobliwie nazywano „okręgiem wyborczym ZNMS” – z uwagi na liderów listy i zaangażowanie działaczy młodzieżowych. W Sejmie II kadencji 27-letni Dubois był, obok Adama Ciołkosza, najmłodszym posłem. Wszedł do komisji opieki społecznej i inwalidzkiej.
W październiku 1928 Dubois został wybrany na przewodniczącego Okręgowego Komitetu Robotniczego PPS Białystok (pełnił tę funkcję do 1933). W 1929 wspierał kampanię wyborczą PPS do Rady Miejskiej w Grodnie, zaś w Białymstoku, po wyborach we wrześniu 1934, frakcja socjalistyczna demonstracyjnie zgłosiła jego kandydaturę na prezydenta miasta. Propozycja została jednak odrzucona z powodów formalnych.
W 1929 Dubois organizował na terenie województwa białostockiego kampanię przeciwko łamaniu demokracji w państwie. Po najściu oficerów na Sejm w październiku 1929, z polecenia wojewody odmówiono zgody na zorganizowanie z jego udziałem, w dniu 3 listopada 10 wieców protestacyjnych w tej sprawie. Wojewoda zakazał również organizowania kolejnych – w Hajnówce i Białowieży, z okazji 25 rocznicy demonstracji na Placu Grzybowskim. Mimo tego odbyły się one w ramach spotkań poselskich. Dotarciu Dubois na wiec próbowała przeszkodzić policja, która zatrzymała ciężarówkę, potem taksówkę, którymi usiłował dotrzeć do celu. W końcu na wiec Dubois dojechał rowerem. W sprawie o „udział w zbiegowisku publicznym, które dopuściło się oporu wobec władzy” zostało wszczęte śledztwo. Podczas organizacji obchodów 1 maja 1929 Dubois został zatrzymany na dworcu w Białymstoku, w celu wylegitymowania. Wypuszczono go dopiero po zakończeniu Święta Pracy.
Dubois organizował działania na terenie całego kraju. 3 lipca 1929 przemawiał na zlocie tysiąca działaczy TUR w Ząbkowicach. Po próbie rozbicia pochodu OM TUR przez policję 5 października 1929 organizował i przemawiał na wiecu przed redakcją Robotnika. 1 listopada 1929, podczas starcia przy Cytadeli Warszawskiej po wiecu PPS, organizowanym ku czci ofiar rewolucji 1905–1907, on i Adam Pragier zostali zranieni przez policję. Jak twierdził Adam Pragier, atak policyjny był prowokacją przeciw PPS, skierowaną na podburzenie zebranych do antyrządowych okrzyków. Prowokacja i atak na posłów spotkały się z ostrym protestem marszałka Ignacego Daszyńskiego, który skierował pisma w tej sprawie do premiera i ministra spraw wewnętrznych.
W czerwcu 1930 Dubois przemawiał na zlocie młodzieży robotniczej we Lwowie. W lipcu 1930 uczestniczył w zlocie blisko 2 tys. młodych socjalistów Zagłębia Dąbrowskiego. Brał również udział w działaniach na rzecz powołania Centrolewu i w kongresie krakowskim. W doniesieniach policyjnych z września 1930 stwierdzono:

Jeśli chodzi o byłego posła Dubois, zdradza on wielkie zdolności jako aranżer bezpośrednich wystąpień ulicznych, a ponadto dbał o stronę techniczną redakcji Robotnika

## Oskarżony w „procesie brzeskim”
30 sierpnia 1930 r. Sejm został rozwiązany. Kilkunastu posłów, których już nie chronił mandat poselski zostało uwięzionych. Dubois znalazł się wśród nich. Akcję aresztowania przeprowadzono na wyraźne polecenie Józefa Piłsudskiego śledzącego na bieżąco akcję zatrzymań.
W nocy z 9 na 10 września 1930 r. Dubois został aresztowany i osadzony w twierdzy brzeskiej. W tym czasie jego żona poroniła i była umierająca. Z tego powodu Dubois pod dozorem przybył na jeden dzień do Warszawy. Lidia Ciołkoszowa wspominała:

Sędzia śledczy powiedział mu, że dopóki stan się nie poprawi, może codziennie zgłaszać się do komendanta twierdzy brzeskiej Kostka-Biernackiego, który będzie zawiadamiany o stanie zdrowia żony. Kiedy Staszek przyszedł do Kostka-Biernackiego, ten mu oświadczył: „Jak umrze, to powiem”

Dubois znajdował się w areszcie w Brześciu do 22 listopada 1930 r., jednak nie przeszkodziło mu to w kandydowaniu do kolejnych wyborów parlamentarnych – 16 listopada z okręgu Ostrów Mazowiecka. Kandydował z listy nr 7 z ramienia Związku Obrony Prawa i Wolności Ludu Stronnictw Centrolewu, zrzeszającego PPS, PSL „Wyzwolenie”, PSL „Piast” i NPR. Osobisty jego udział w kampanii wyborczej był jednak niemożliwy. Mimo nacisku władz, nikt z uwięzionych w twierdzy brzeskiej polityków, poza Adamem Pragierem, nie zrezygnował z kandydowania do Sejmu. W wyborach Dubois przegrał z Michałem Rogiem. Jednak, po dokonaniu podziału wszystkich mandatów poselskich w skali ogólnopaństwowej, Róg objął mandat z listy państwowej, a zwolniony przezeń mandat z listy okręgowej objął Dubois.
22 listopada 1930 r. wraz Norbertem Barlickim i Adamem Ciołkoszem Dubois został przeniesiony do więzienia w Grójcu, skąd 29 grudnia 1930 r. zwolniono go jako ostatniego, wraz z Kazimierzem Bagińskim, za kaucją 10 tys. zł. Kaucję tę podobno wpłacił Ludwik Cohn. Z więzienia do Warszawy przywiózł go taksówką Tadeusz Jabłoński z OM TUR.

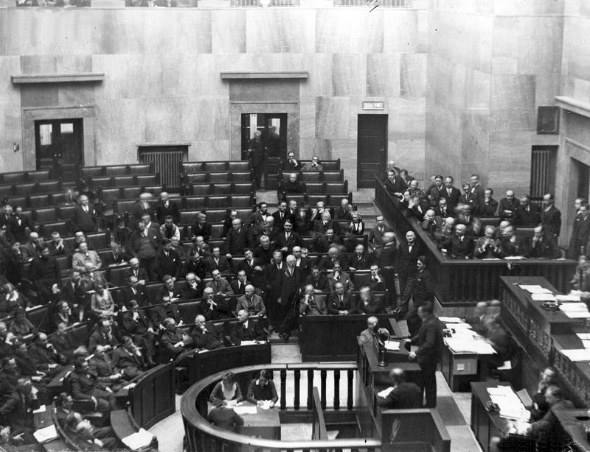
Nocne posiedzenie Sejmu w nocy z 26 na 27 stycznia 1931, na którym poruszano sprawę Brześcia. Przemawia poseł Stanisław Dubois.

W marcu 1931 r. w trakcie debaty sejmowej nad zmianą rozporządzenia Prezydenta RP o Krzyżu i Medalu Niepodległości zaatakował rząd:

Ci, co szli walczyć o niepodległość pod sztandarami PPS, których zasługi zawsze czciliśmy i czcimy, szli na szubienice i na katorgę nie dla orderów, ale nagrodą, o której marzyli miała być dla nich niepodległa Polska demokratyczna i ludowa. Pierwsze lata niepodległości były dla nich nagrodą i szczęściem, gdyż myśleli, że ich ideał, ich marzenie się ziści. Ostatecznie jednak lata, gdy demokracja została pogrzebana, gdy lud jest odpychany od państwa, gnębiony i nękany przez dyktaturę, przyniosły im rozczarowanie. Obecna Polska kapitalistyczna i rządzona według wzorów faszystowskich stała się zaprzeczeniem tego, o czym marzyli. Nie o taką Polskę walczyli, nie od takiej Polski będą brali krzyże za zasługi, poniesione w walce o niepodległość.
[…] dajecie krzyże ludziom, którzy swem zachowaniem wykreślają Polskę z rządu państw cywilizowanych, dajecie go ludziom, którzy rzucają na Polskę cień zwyrodnienia i bezeceństwa. A jeśli mówię to ja – więzień brzeski (Wrzawa), to myślę że Panowie nie wątpią na chwilę, o czem ja mówię, wiecie Panowie, iż mówię o Kostku-Biernackim – przywódcy oprawców brzeskich.

Od października 1931 r. do stycznia 1932 r. był sądzony w tzw. procesie brzeskim przez Sąd Okręgowy w Warszawie. Obrońcami Dubois byli adwokaci Kazimierz Sterling i Stanisław Benkiel. W dniu 26 października 1931 r. odczytano akt oskarżenia. W uzasadnieniu stwierdzono:

Na czele okr. kom. rob. stał pos. Dubois. Dnia 16 września 1929 r. na wiecu w temże mieście oświadczył on: „że policja polityczna – to prowokacja, że jak nie ma co robić, to robi komunę, że w ostatnich wyborach, policja brała czynny udział i że – kradziono głosy socjalistyczne”. Dn. 9 listopada 1929 r. pos. Dubois podburza zebranych do przeciwrządowych wystąpień. Tłum zerwał i rzucił w błoto godło państwowe”

Dodatkowo oskarżono Dubois o kierowanie akcją prasową na terenie PPS. W odpowiedzi na oskarżenie Dubois stwierdził, że akcją prasową zajmuje się z racji pełnienia funkcji sekretarza redakcji Robotnika, a w ramach TUR nie były organizowane bojówki ani milicja.
W drugim dniu procesu, 27 października, Dubois złożył oświadczenie:

Zarzuca nam akt oskarżenia, że przygotowaliśmy spisek dla obalenia rządu. Jak się robi spisek, mogliśmy się nauczyć w maju 1926 r. Ale my, którzy reprezentujemy ruch społeczny, nie możemy marzyć o realizowaniu swych planów drogą spisku. Chcieliśmy rząd obalić – gdyż stał on na przeszkodzie realizacji naszego programu. Mieliśmy prawo występować przeciwko rządowi na terenie Sejmu, a po jego uniemożliwieniu mieliśmy prawo odwołać się do społeczeństwa. Działaliśmy całkowicie legalnie. […] Ja na zakończenie powiem. Może zapaść w tej sprawie wyrok skazujący, ale przed sądem historii stoję dumny – spełniłem obowiązek posła i obywatela

W dniu 11 listopada 1931 r. jako świadek zeznawał wywiadowca policji w Zawierciu – Mieczysław Olszewski. Orzekł on, że obserwował działalność Dubois w Zawierciu w pierwszych miesiącach 1930 roku. Jego zdaniem w tym czasie organizowano tajnie milicję PPS i odbywały się, rozpędzone przez policję, manewry TUR. Dubois natomiast uczestniczył w ze zlocie TUR w lipcu. Zdaniem świadka Dubois twierdził, że „nie wystarczy mieć wolną Polskę, a nie mieć praw”.
30 listopada, w 31 dniu rozprawy, doszło do gwałtownego sporu pomiędzy Pragierem, Dubois a prokuratorem Grabowskim. Prokurator usiłował załączyć do sprawy nielegalnie zdobyte prywatne dokumenty świadków. Sąd ukarał Adama Pragiera i Dubois grzywną po 100 zł, jednak nie załączył dokumentów do akt.
Wyrokiem sądu w dniu 13 stycznia 1932 r. Stanisław Dubois został skazany na 3 lata więzienia z utratą praw publicznych i obywatelskich praw honorowych na 5 lat. Po rozprawach apelacyjnych w lipcu 1933 r. i ponownych rozprawach Sąd Najwyższy zatwierdził wyrok w październiku 1933 roku.

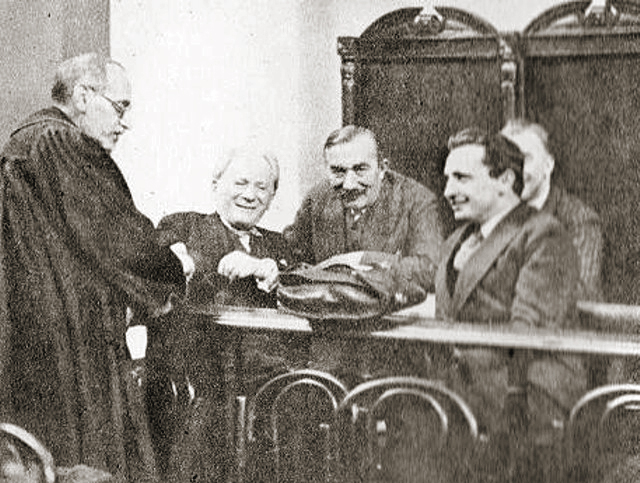
Podczas przerwy procesu brzeskiego stoi adwokat Sterling, siedzą od lewej: Herman Lieberman, Wincenty Witos, Stanisław Dubois, Kazimierz Bagiński

Po ogłoszeniu wyroku 7 stycznia 1932 w ostatnim słowie Dubois rzekł:

Toczy się też między nami, panie prokuratorze, zacięta walka o formy i polityczno-ustrojowe Polski. Czy Polska ma być państwem wolnym równych obywateli, terenem rozwoju sił społecznych, ustrojem ładu i prawa, w którym normalnie rozwijać się będzie rywalizacja różnych grup, różnych klas społecznych, prawa przez wszystkich szanowanego i wszystkich na równi obowiązującego, z godnym swej roli i nazwy Sejmem, z harmonijnie działającymi czynnikami władzy, z kontrolą, przedstawicieli narodu nad rządem, z wolnością sumienia, przekonań, zebrań i pracy, z niezależnymi sądami?
Czy też ma być Polska państwem policyjnym, w którym rozkaz i posłuszeństwo woli jednostki jest najwyższym prawem i najpierwszym obowiązkiem? Czy ma być Polska krajem, gdzie zeznania policyjnego konfidenta więcej ważą niż słowa powszechnie szanowanych ludzi i mężów stanu? Jakąż Polskę chcemy mieć, panowie sędziowie, czy jedną, czy drugą, czy Polskę dyktatury, czy Polskę demokratyczną, ludową? Czy Polskę kliki uprzywilejowanej, czy Polskę szarych mas ludowych? Która z nich będzie trwalej, sprawiedliwiej budowana i na silniejszych podstawach oparta – Polska Montwiłłów czy Polska Radziwiłłów?

W maju 1933 r. Dubois był autorem żartu wobec sanacji. Wraz z Anielą Bełzówną i Zbigniewem Mitznerem przygotował urzędowe pismo, którego treść brzmiała:

W związku z nominowaniem przez Pana Marszałka Piłsudskiego Pana Prezydenta Mościckiego na następną kadencję niniejszym odwołuję Zgromadzenie Narodowe w dniu 8 V 1933 roku. Podpisano – Marszałek Sejmu

Zadbano o elegancki druk i poinformowano zainteresowanych oraz między innymi dziennikarzy. Sprawa spowodowała zamieszanie, a prasa rządowa była zmuszona do prostowania fałszywej informacji. Ówczesna policja nie odkryła autorów listu.
23 września 1933 r. postanowieniem sądu został aresztowany i osadzony w więzieniu mokotowskim. Grupa działaczy OM TUR odprowadziła Dubois do komisariatu przy ul. Szpitalnej. W tym czasie odebrano rejenturę w Brześciu Kujawskim jego ojcu (odzyskał ją w roku 1938), siostra Zofia nie mogła uzyskać zatrudnienia po studiach. W więzieniu Dubois pisał artykuły do Robotnika pod ps. Maciej Kazimierski.
W dniu 17 stycznia 1934 r. Państwowa Komisja Wyborcza ogłosiła wygaśnięcie jego mandatu poselskiego. Wraz z nim mandaty utracili Norbert Barlicki, Władysław Kiernik, Herman Lieberman, Wincenty Witos i Adam Ciołkosz. Na miejsce Dubois do sejmu wszedł Roman Jan Janowski z Ostrowi Mazowieckiej. Po protestach krajowej i zagranicznej opinii publicznej – S. Dubois został uwolniony 29 września 1934, z zawieszeniem reszty kary na trzy lata.

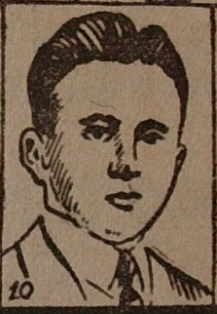
Rysunek opublikowany w gazecie „Rozwój” przy okazji trwającego procesu brzeskiego 4 listopada 1931

## Na lewym skrzydle PPS
Na XXII Kongresie PPS w 1931, Dubois został wybrany do Rady Naczelnej PPS. Po opuszczeniu więzienia stał się zwolennikiem zdecydowanej polityki przeciw rządowi. W 1934 zaczął tworzyć na wzór austriackiego Republikanischer Schutzbund przy OM TUR – organizację „Czerwona Strzała” o charakterze paramilitarnym. Uznawany za zwolennika radykalizacji i współpracy wszystkich organizacji lewicowych. Mimo to na XXIII Kongresie PPS w 1934, ponownie wybrano go członkiem Rady Naczelnej PPS. Był inicjatorem autonomizacji OM TUR, jako samodzielnej siły politycznej. Radykalizacja i próby usamodzielnienia OM TUR, oraz obawa przed rozwiązaniem „starego” TUR były jedną z przyczyn jej likwidacji w 1936 przez władze partyjne i utworzeniu Sekcji Młodzieży PPS. Dubois nie zdecydował się na wejściu w skład Centralnego Wydziału Młodzieży PPS. Skupił się wówczas na działaniach Czerwonego Harcerstwa TUR. W sierpniu 1935 na spotkaniu kierownictwa OM TUR wyrażał poparcie dla tzw. jednolitego frontu z komunistami. Wyraźnie jednak zaznaczał:

Współpracę z komunistami winny rozpocząć tylko ośrodki zorganizowane dobrze i współpraca ta ograniczyć się musi tylko do określonych akcji, nie może zaś być rozumiana jako pewien sojusz, uprawniający komunistów do wspólnych obrad, zebrań itp.

Jednocześnie bardzo ostro przeciwstawiał się wejściu działaczy KZMP do struktur Czerwonego Harcerstwa. Jak wspominał Władysław Jagiełło za tę konsekwencję, na wiecu robotniczym na Woli został wówczas wygwizdany przez młodzież komunistyczną.
W dniu 10 września 1935, Dubois zorganizował wraz z OM TUR, Cukunft, Frajhajt i innymi organizacjami młodzieżowymi demonstrację antywojenną, w związku z napaścią Włoch na Abisynię pod ambasadą włoską. W trakcie demonstracji, połączonej z wybiciem szyb w ambasadzie, zatrzymano 30 osób, w tym Stanisława Dubois. Ponownie organizował wiece antywojenne 29 września i 27 października 1935.
Od 15 października 1936 uczestniczył razem z Norbertem Barlickim, w charakterze zastępcy redaktora naczelnego, w redagowaniu jednolitofrontowego Dziennika Popularnego. Pismo to, wydawane i finansowane przez zamożnych działaczy KPP, Jerzego Jakubowskiego-Muszkatenblita i Piotra Wojciechowskiego, budziło duże kontrowersje w środowisku socjalistów. Do pierwszego starcia doszło na posiedzeniu Rady Naczelnej PPS w listopadzie 1936. W styczniu 1937 Centralny Komitet Wykonawczy PPS wystosował do Dubois i Barlickiego pismo zabraniające współpracy z Dziennikiem Popularnym (dziennik ostatecznie został zlikwidowany przez władze w marcu 1937).
Jak wspominał działacz PPS Zygmunt Zaremba:

Stasiek wyszedł z Brześcia wychudzony, wymizerowany, ale w najlepszej formie ducha. Stał się tylko bardziej zacięty, bardziej małomówny, więcej zamknięty w sobie. Mam wrażenie, że potworne przeżycia brzeskie stępiły w nim wrażliwość na metody komunistyczne. Od tej daty bowiem dostrzegaliśmy skłonność Dubois do szukania a przynajmniej nieunikania kontaktów z komunistami

Był zdecydowanym przeciwnikiem polskiej idei nacjonalistycznej. 18 lipca 1936 w Warszawie przy ul. Nowy Świat, róg Chmielnej – bojówka RNR Falangi dopuściła się napaści, gdzie poraniono nożami Stanisława Dubois. Jeden z zadanych ciosów trafił w okolice serca, co spowodowało sześciotygodniowym pobytem szpitalnym. Zamachowcy nie zostali schwytani.
W lutym 1937 na XXIV Kongresie PPS, Dubois nie został już wybrany do Rady Naczelnej, ale do Centralnej Komisji Rewizyjnej PPS. W trakcie Kongresu jego wystąpienie w obronie linii Dziennika Popularnego było nieprzychylnie przyjęte przez delegatów.
Jak wspominała Lidia Ciołkoszowa:

Pamiętam, że Kongresie radomskim w 1937 grupa jednolitofrontowa była już bardzo słaba. Adam Pragier w rozmowie z nami zauważył: „Biedny Stasiek – Barlicki zawinął go w Dziennik Popularny i rzucił na pożarcie Kongresowi”

Według informacji policyjnych, wyborowi Dubois do Rady Naczelnej przeciwstawił się Jan Kwapiński, który zagroził złożeniem mandatu i wycofaniem delegacji warszawskiej z Kongresu. Podobnie do rady nie weszli Ludwik Cohn i Jan Krzesławski. Jedynie Norbert Barlicki został wybrany do składu rady, aby nie zmniejszać mu szans wyboru na Prezydenta Łodzi.
W październiku 1937 za sformułowania, obrażające władze na wiecu w Bielsku Podlaskim, skazano go na dwa miesiące aresztu. Już w listopadzie 1937 brał udział w organizowanych przez PPS obchodach rocznicy niepodległości w Łodzi. Jego bardzo radykalne wystąpienie, zawierało zdaniem informatorów policyjnych „szereg obraźliwych zwrotów pod adresem rządu i Edwarda Rydza-Śmigłego, marszałka Polski”. Za wypowiedź tę wytoczono Dubois parę miesięcy później – proces sądowy. W tym czasie utrzymywał również kontakty ze skazanymi, w procesie brzeskim – przebywającymi na emigracji. W połowie września 1937 wraz ze Stefanem Korbońskim i przebywającym na wygnaniu Kazimierzem Bagińskim wziął udział w pogrzebie Tomasza Masaryka, pierwszego prezydenta Czechosłowacji.
Od lutego 1935 do września 1939 był członkiem egzekutywy Warszawskiego Okręgowego Komitetu Robotniczego PPS. W wyborach samorządowych w dniu 18 grudnia 1938 wraz Bronisławem Ziemięckim, Zygmuntem Zarembą, Tomaszem Arciszewskim, Adamem Próchnikiem, Marianem Nowickim, Stanisławem Garlickim, Stanisławem Grylowskim i innymi działaczami PPS uzyskał mandat radnego w Warszawie.
W pierwszych dniach września 1939 Dubois miał stanąć przed Centralnym Sądem Partyjnym w sprawie dyscyplinarnej, dotyczącej, jak wspominał Kazimierz Pużak: „jego co najmniej nieodpowiedniego zachowania w redakcji Robotnika”. Było to prawdopodobnie zdarzenie wynikłe z nadużywania alkoholu. Ten aspekt życia ostatnich lat przed wojną pojawia się we wspomnieniach m.in. Teofila Głowackiego i Jana Mulaka. Rozprawa z uwagi na wojnę została umorzona.

## Okres wojny i okupacji
W czasie kampanii obronnej we wrześniu 1939 odniósł się negatywnie do tworzenia ochotniczych oddziałów saperskich przez PPS w Warszawie (późniejsze Robotnicze Bataliony Warszawy), pytając: „Jakże to ludzie pójdą na wojnę z samymi szpadlami?”. Wraz ze szwagrem Andrzejem Czaykowskim opuścił Warszawę, i zgłosił się ochotniczo do batalionu saperów. Brak jest bliższych danych o tym epizodzie. Wiadomo, że 8 września wraz z grupą członków PPS, w odpowiedź na radiowy apel płk. Umiastowskiego, wzywający wszystkich mężczyzn do opuszczenia stolicy, opuścił miasto do Ośrodka RTPD w Helenowie. Wczesnym rankiem, cześć działaczy: w tym Adam Próchnik, Wilhelm Topinek i Józef Dzięgielewski wróciło do Warszawy, zaś czterdziestoosobowa grupa ruszyła do Mińska, gdzie podobno formowano oddziały wojskowe. Następnie poprzez Siedlce postanowili skierować się w stronę Brześcia.
Po klęsce znalazł się w Kowlu okupowanym przez Związek Radziecki. Według relacji Adama Ciołkosza – Wanda Wasilewska, współpracująca wówczas z władzami radzieckim informowała go, że władze wojskowe okazały jej „odnalezione” dokumenty polskiego Oddziału II Sztabu Generalnego WP, z których „wynikało”, że Mieczysław Mastek i Stanisław Dubois byli agentami II Oddziału. Mieczysław Mastek został aresztowany przez NKWD. Sugerowało to, że również Dubois był zagrożony uwięzieniem. W listopadzie 1939 po aresztowaniu w Kowlu przez NKWD kolejnego działacza PPS i sekretarza generalnego Związku Zawodowego Kolejarzy Stanisława Grylowskiego, przedostał się przez kordon do Warszawy. Według relacji jednego ze swoich współpracowników, Tadeusza Jabłońskiego, Dubois negatywnie odnosił się do okupacji sowieckiej i działalności Wandy Wasilewskiej.
Po powrocie do Warszawy Dubois rozpoczął współpracę z Mieczysławem Niedziałkowskim, który pełnił funkcję Komisarza Cywilnego, oraz przewodniczącego Głównej Rady Politycznej przy dowódcy Służby Zwycięstwu Polski (SZP). Niedziałkowski mianował Dubois swoim zastępcą w tym gremium. W tym czasie Dubois zgromadził wokół siebie grupę członków Czerwonego harcerstwa i OM TUR. Dzięki współpracy z Niedziałkowskim organizował druk i kolportaż pisma SZP-ZWZ Wiadomości Polskie, oraz kolportaż pism Żołnierz Polski, Biuletyn Informacyjny. Ponadto skierowany przez Niedziałkowskiego, przez kilka miesięcy wchodził w skład redakcji pisma „Wiadomości Polskie”.
Po aresztowaniu Niedziałkowskiego, podziemna PPS-WRN nie uznała powołania Dubois do Politycznego Komitetu Porozumiewawczego, powstałym w lutym 1940. Przedstawicielem PPS został Kazimierz Pużak. Tadeusz Jabłoński napisał:

Nie czuł się […] związany z główną organizacją podziemną PPS, która zaczęła występować pod nazwą „Wolność Równość Niepodległość”. Trzymał go bowiem na uboczu zawsze małomówny i zazwyczaj, jak twierdził tajemniczy, a ponadto wieczny konspirator Kazimierz Pużak. Dowiedział się bowiem, że istnieją ze strony Pużaka, zamiary przerzucenia go na zachód pod pretekstem, ze przeszkadza swoim zachowaniem się zasadniczo surowej konspiracji. On jednak, Stanisław Dubois, na to nie wyraża zgody

Stefan Kobrzyński, działacz PPS-WRN wspominał, że podobno od listopada 1939 do lutego 1940 Dubois wchodził wraz z Józefem Dzięgielewskim i Bolesławem Dratwą, w skład kierownictwa warszawskiej PPS-WRN. Jednak żadne źródła tego nie potwierdzają. Znany był natomiast spór dotyczący braku stosowania zasad konspiracji przez Dubois. Kobrzyński napisał:

W lutym albo w marcu 1940 dowiedziałem się od Dratwy, że Dubois nie przestrzega zasad konspiracji, że często bywa w kawiarniach i restauracjach i z tego powodu partia poleciła mu (ze względu na jego i towarzyszy bezpieczeństwo) opuścić na pewien czas Warszawę. Pomimo tego zalecenia Dubois jednak Warszawy nie opuścił

 Już w tym czasie nie nocował w swoim mieszkaniu, bowiem po aresztowaniu Niedziałkowskiego było ono pod obserwacją, zaś od stycznia 1940 kilkukrotnie przychodziło po niego Gestapo.
Dubois w oparciu o członków Czerwonego Harcerstwa TUR oraz OM TUR zorganizował samodzielną socjalistyczną grupę konspiracyjną. Odmówił jednak Norbertowi Barlickiemu zgody na tworzenie odrębnej od PPS-WRN – partii socjalistycznej. Barlicki współdziałał wówczas z konkurencyjnym dla konspiracji wojskowej SZP-ZWZ Centralnym Komitetem Organizacji Niepodległościowych. Według relacji jednego ze współpracowników – członkowie grupy chcieli używać nazwy PPS z dodatkiem „Lewica”.

Przeciwstawił się temu kategorycznie Stasiek Dubois tłumacząc, że ze względu na sytuację międzynarodową ze względu na wewnętrzną sytuację polityczną w kraju, bezwzględnie jest potrzebna PPS z całym wachlarzem jej odchyleń i poglądów politycznych – od lewa do prawa – i nie możemy wystąpić z nową nazwą Polska Partia Socjalistyczna-Lewica, ponieważ byłoby to sankcjonowanie rozłamu w partii. Jakkolwiek de facto występują kolosalne różnice, to nie możemy być grupą rozłamową

 Potwierdzają to meldunki ZWZ. Według raportów ZWZ z początku 1940 przedstawionych na konferencji w Belgradzie 29 maja – 2 czerwca 1940 stwierdzono:

Frondę Komitetowi Porozumiewawczemu, stworzonemu z dużym wysiłkiem przez Stolarskiego [Tokarzewski] i Rakonia [Rowecki] robi tzw. „Komitet Centralny Stronnictw Niepodległościowych”. PPS reprezentuje w tym Komitecie grupa B.[Barlickiego]. Według oceny Oddziału Propag[andowo]- Inf[ormacyjnego] Komendy okupacji B.[Barlicki] – nie ma poważnego oparcia w terenie. Grupa D. [Dubois], która nie podporządkowała się B. [Barlickiemu] jest w kontakcie z Rakoniem [Rowecki]

Fakt współpracy Dubois i jego grupy z Kierownictwem Walki Cywilnej, potwierdzał również szef KWC Stefan Korboński. Uczestniczący w konspiracji PPS-WRN Zygmunt Zaremba wspominał, iż Dubois budował zbyt dużą organizację jak na warunki konspiracji. Mogła być zbyt widoczna i umożliwić penetrację przez Gestapo. Takiego samego zdania był także Władysław Jagiełło, bliski współpracownik Dubois:

Naszym zmartwieniem był początkowo brak umiejętności konspiracyjnych. Stasiek Dubois miał bowiem duże skłonności do pracy z szerokim rozmachem, co w warunkach konspiracji było nie tylko niewskazane, ale wręcz niebezpieczne

Takie zachowanie tłumaczyłoby wstrzemięźliwość PPS-WRN, w kontaktach z Dubois. Według wspomnień Wacława Zagórskiego – Dubois pytany o kontakt z Zarembą stwierdził:

Bardzo wątpię czy Zaremba zechce się z wami zobaczyć. […] Ze mną też nie chce się widzieć. Ukrywa się przed towarzyszami jak przed Niemcami

W trakcie tej rozmowy Dubois deklarował, iż ma zorganizowanych ponad trzystu robotników. Według relacji Tadeusza Jabłońskiego w marcu 1940 był przypadkowo aresztowany i zwolniony, co dało mu poczucie że posiada „bezpieczne” dokumenty. O rozmachu działalności Dubois w konspiracji wspominał przybyły w kwietniu 1940 z Wilna emisariusz Organizacji „Wolność” Wacław Zagórski, który przytaczał anegdotkę opowiedzianą przez Dubois.

W trakcie okupacji do Dubois podszedł policjant granatowy i stwierdził: Panie pośle! Ja bardzo pana proszę, niech pan nie spaceruje po mieście. Nie powinien się pan narażać. Pana w Warszawie zna zbyt wielu ludzi. Ja nie doniosę, ale kto inny doniesie. Szkoda by było Pana. Uwierzycie? – stwierdził Dubois – Tak mi powiedział glina, który na pewno przed wojną rozpędzał wiece na których przemawiałem!

Po odsunięciu od głównego nurtu konspiracji Dubois podjął współpracę z Komendą Obrońców Polski. Na podstawie umowy z mjr Stefanem Kiesłowskim podobno wprowadził do KOP trzy plutony socjalistów. W maju 1940 grupa Dubois wydała jeden numer pisma Nowe Jutro, a od czerwca 1940, początkowo bez zgody swego lidera, – pismo „Barykada Wolności” oraz pismo Proletariusz, które później stały się początkiem samodzielnej grupy politycznej Barykada Wolności.

## Na Pawiaku i w Auschwitz

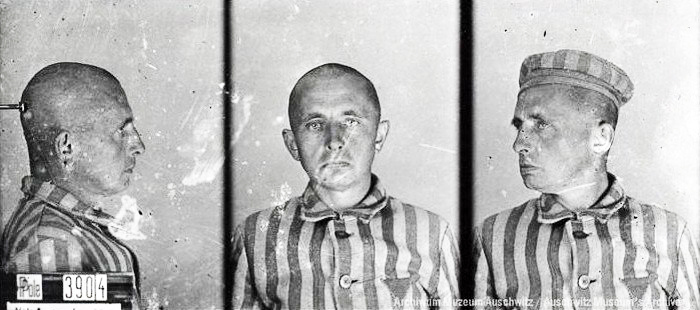
Stanisław Dubois jako więzień KL-Auschwitz

21 sierpnia 1940 Dubois, który wówczas używał imienia Stanisław Dębski, został aresztowany przez Gestapo wraz z Janem Maurycym Borskim, mjr. Stefanem Kiesłowskim i Haliną Staniszewską w restauracji Kazimierza („U Kazika”) przy ul. Ordynackiej. Jan Mulak wskazywał, że aresztowano również Jadwigę Ostróżkównę. Tuż po zatrzymaniu Dubois na miejsce przybył umówiony z nim Stefan Korboński, który następnie ostrzegł Illę Genachow i Mieczysława Ferszta z grupy konspiracyjnej Dubois. Z Pawiaka wysłał gryps zalecający dla ułatwienia obrony dalsze wydawanie pism grupy oraz informujący, że był dwukrotnie przesłuchiwany bez bicia.
Po pobycie na Pawiaku, w dniu 22 września 1940 został wywieziony do niemieckiego obozu koncentracyjnego KL Auschwitz, gdzie otrzymał numer obozowy 3904. Od początku pobytu w obozie uczestniczył w organizowaniu konspiracyjnych grup PPS.
W końcu listopada 1940 został ponownie wysłany do Warszawy na Pawiak, gdzie był przesłuchiwany jako świadek w innym śledztwie. W połowie 1941 został zidentyfikowany przez agenta Gestapo, polskiego działacza nacjonalistycznego Antoniego Opęchowskiego i 29 maja 1941 ponownie wysłany do Auschwitz. Według raportu rtm. Witolda Pileckiego Dubois wraz z prof. Rybarskim, Konstantym Jagiełłą działał w komórce politycznej Organizacji Wojskowej w Oświęcimiu. Początkowo wspólnie z Norbertem Barlickim, a następnie, po śmierci Barlickiego 27 września 1941 roku, samodzielnie kierował około 100-osobową socjalistyczną organizacją konspiracyjną w ramach ruchu oporu w Auschwitz. W październiku 1941 roku po scaleniu odrębnie działających organizacji konspiracyjnych w obozie został wiceprzewodniczącym komitetu politycznego ruchu oporu, wśród zadań komitetu była m.in. organizacja planowanego powstania w obozie.
Jak twierdził w swoich wspomnieniach Zygmunt Zaremba w jednym z grypsów od Dubois z obozu „przyniósł również sprecyzowanie wiary politycznej: wypowiedział się zdecydowanie za zlikwidowaniem rozłamów, za powrotem jego grupy do szeregów PPS”. Chęć połączenia struktur PPS potwierdził również w swoim wspomnieniu Stefan Kobrzyński:

Wyrażany był wówczas przed Dubois Kuryłowicza i innych pogląd, że nastąpi jedność w PPS

Z inicjatywy żony Kazimiery dwukrotnie usiłowano wydobyć Dubois z Auschwitz. W 1941 i na początku 1942 próbowano przekupić wysokiego oficera Gestapo. Próby nie powiodły się. Oficer zwrócił pieniądze, za które miał opłacić zwolnienie i oświadczył, że „nic w tej sprawie zrobić nie może i żeby nie robili żadnych starań, ponieważ sprawa zwolnienia Dubois z obozu jest beznadziejna”. Według Stefana Kobrzyńskiego na Dubois został już wydany wyrok, dlatego każda podejmowana próba byłaby skazana na niepowodzenie. 19 sierpnia 1942 Dubois został wezwany do komendanta obozu Auschwitz Rudolfa Hoessa, który osobiście wręczył mu paczkę ze Szwecji (dwa pudełka sardynek i pół kilograma cukru). Otrzymanie paczki było zaskoczeniem, ponieważ w tym czasie wstrzymano dostarczania przesyłek innym więźniom. Niektórzy uznali, że wysłana paczka przyczyniła się do dekonspiracji Dubois, jednak w chwili, gdy przesyłka ze Szwecji dotarła do Polski, policja znała już prawdziwe nazwisko więźnia. Współwięzień z Auschwitz – Stefan Kobrzyński – twierdził, że już podczas drugiego pobytu Dubois w obozie (po denuncjacji w Warszawie) nosił on nazwisko „Dębski-Dubois”.
21 sierpnia 1942 roku Dubois został rozstrzelany pod Czarną Ścianą (Ścianą Śmierci) przy Bloku 11. Na miejsce egzekucji zaprowadzili go: szef Politische Abteilung Max Grabner z tłumaczem, przy bramie obozu dołączył do nich Gerhard Palitzsch. Jego symboliczny grób znajduje się na cmentarzu Powązkowskim w Warszawie (kwatera 85-5-11).

## Rodzina
Dubois miał dwie siostry: Zofię – po mężu Czajkowską oraz Marię – po mężu Karnkowską.
Od 15 stycznia 1927 był żonaty z Kazimierą z Jaworskich (1900–1982), pracownicą administracji „Robotnika”. Jego synem był znany adwokat Maciej Dubois (1933–2016), sędzia Trybunału Stanu w latach 1989–1991, były dziekan Izby Adwokackiej w Warszawie, obrońca w procesach politycznych. Jego wnukiem jest Jacek Dubois – adwokat.
Dubois był członkiem Spółdzielni Budowlano-Mieszkaniowej „Domy Spółdzielcze” powstałej 4 maja 1923. Spółdzielnia w 1929 rozpoczęła budowę domu przy al. 3 Maja 2 w Warszawie pod nazwą „Powiśle”, która zakończona została w 1931. Dubois mieszkał w tym domu aż do aresztowania, co upamiętnia odsłonięta w 1957 roku tablica. Do spółdzielni tej należeli również: Tomasz Arciszewski, Jan Maurycy Borski, Maria Wittek, Eleonora Gałecka-Strug, Helena Hołówko, Jan Kwapiński, arch. Maciej Nowicki, Kazimierz Pużak, Hanna Szapiro-Sawicka, Sylweriusz Treugutt, Aleksandra z Giedroyciów Korczewska, Michał Sapieha, Jadwiga Zan. W domu spółdzielni mieściło się archiwum PPS prowadzone przez Teresę Perlową oraz Robotnicze Towarzystwo Przyjaciół Dzieci.

## Wykorzystanie wizerunku Dubois w Polsce Ludowej

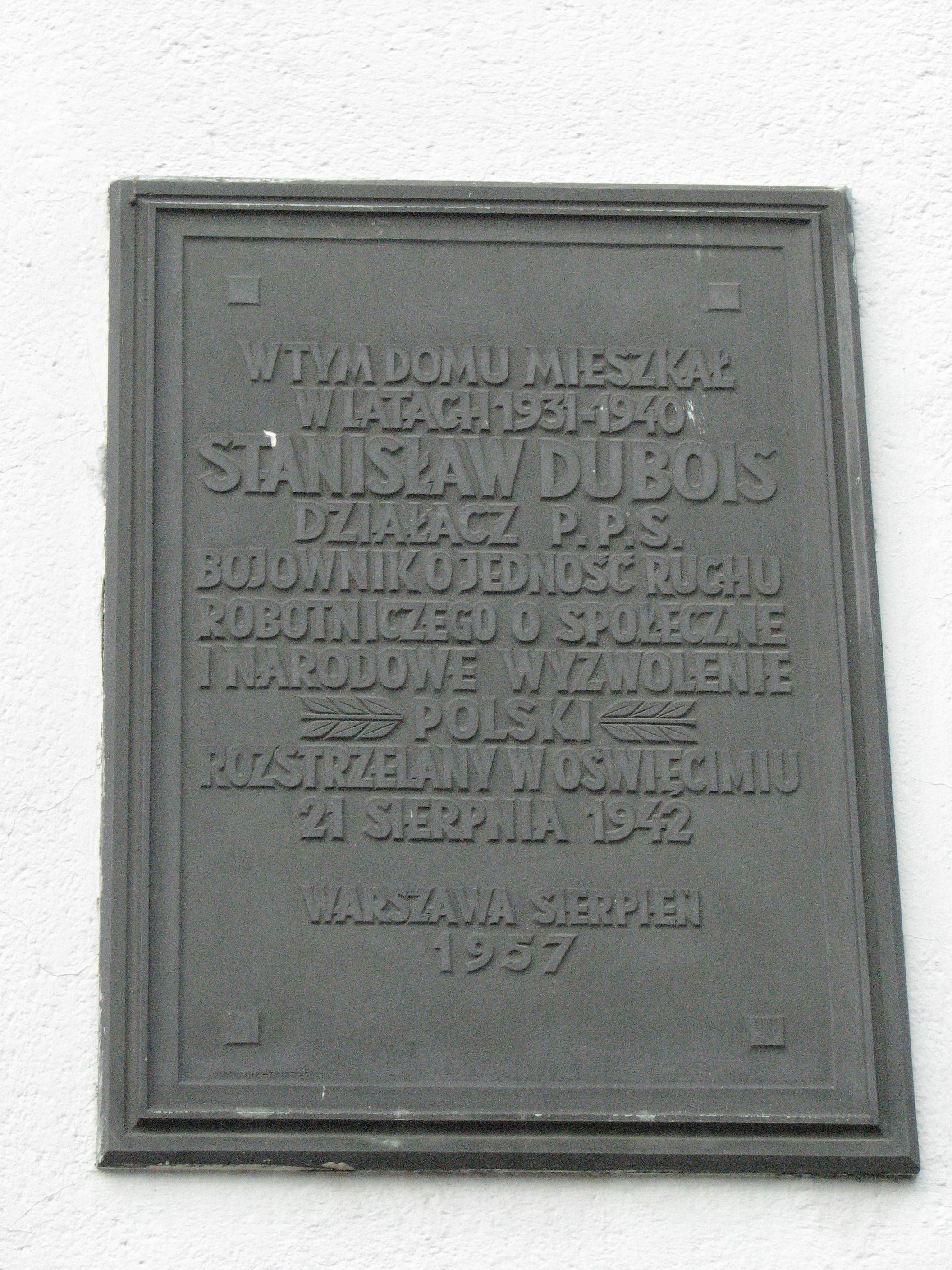
Tablica upamiętniająca Stanisława Dubois, na domu przy ul. 3 Maja 2 w Warszawie, gdzie mieszkał w latach 1931–1940

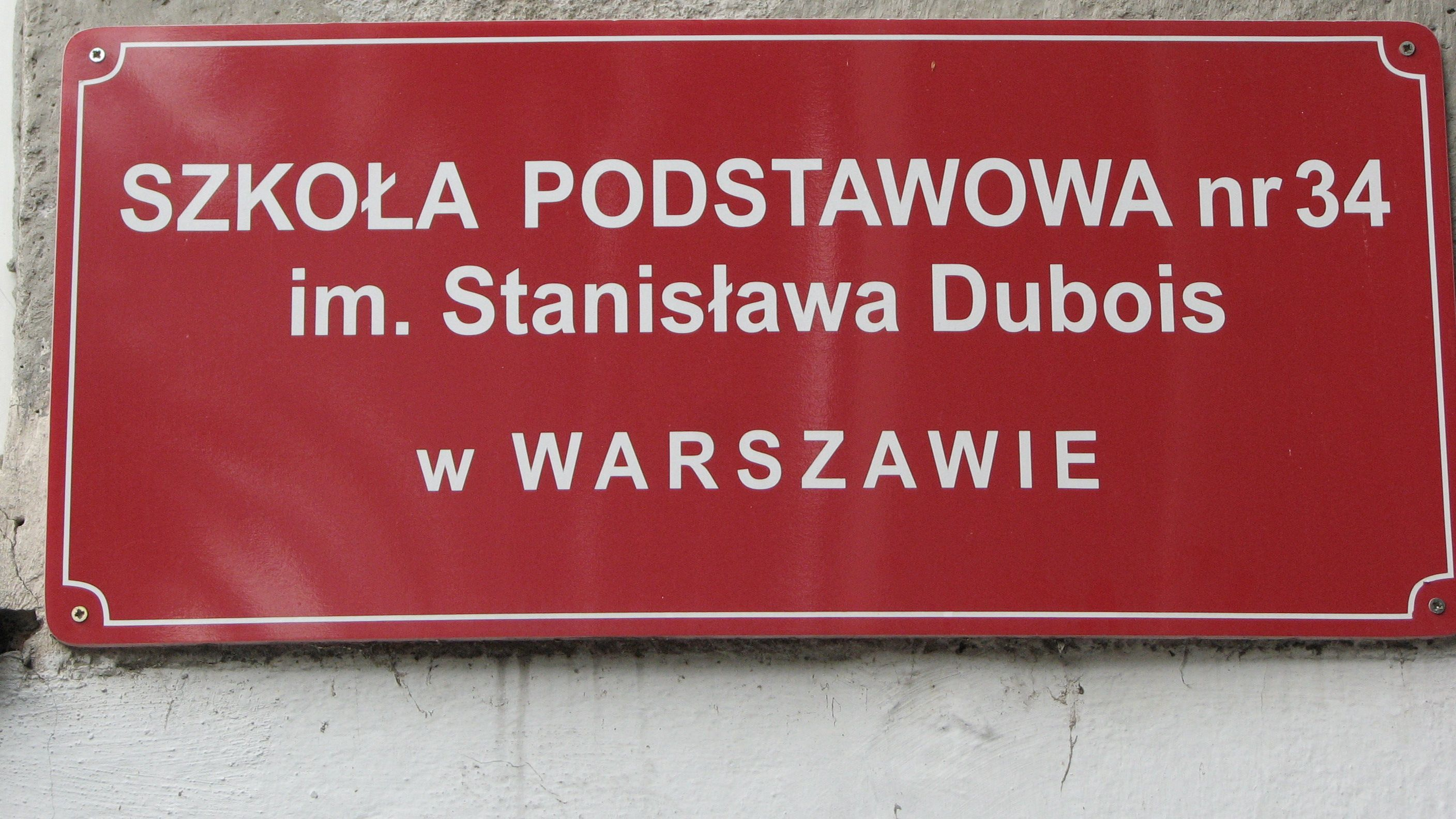
Tablica na budynku Szkoły Podstawowej nr 34 przy ul. Kruczkowskiego 12B w Warszawie

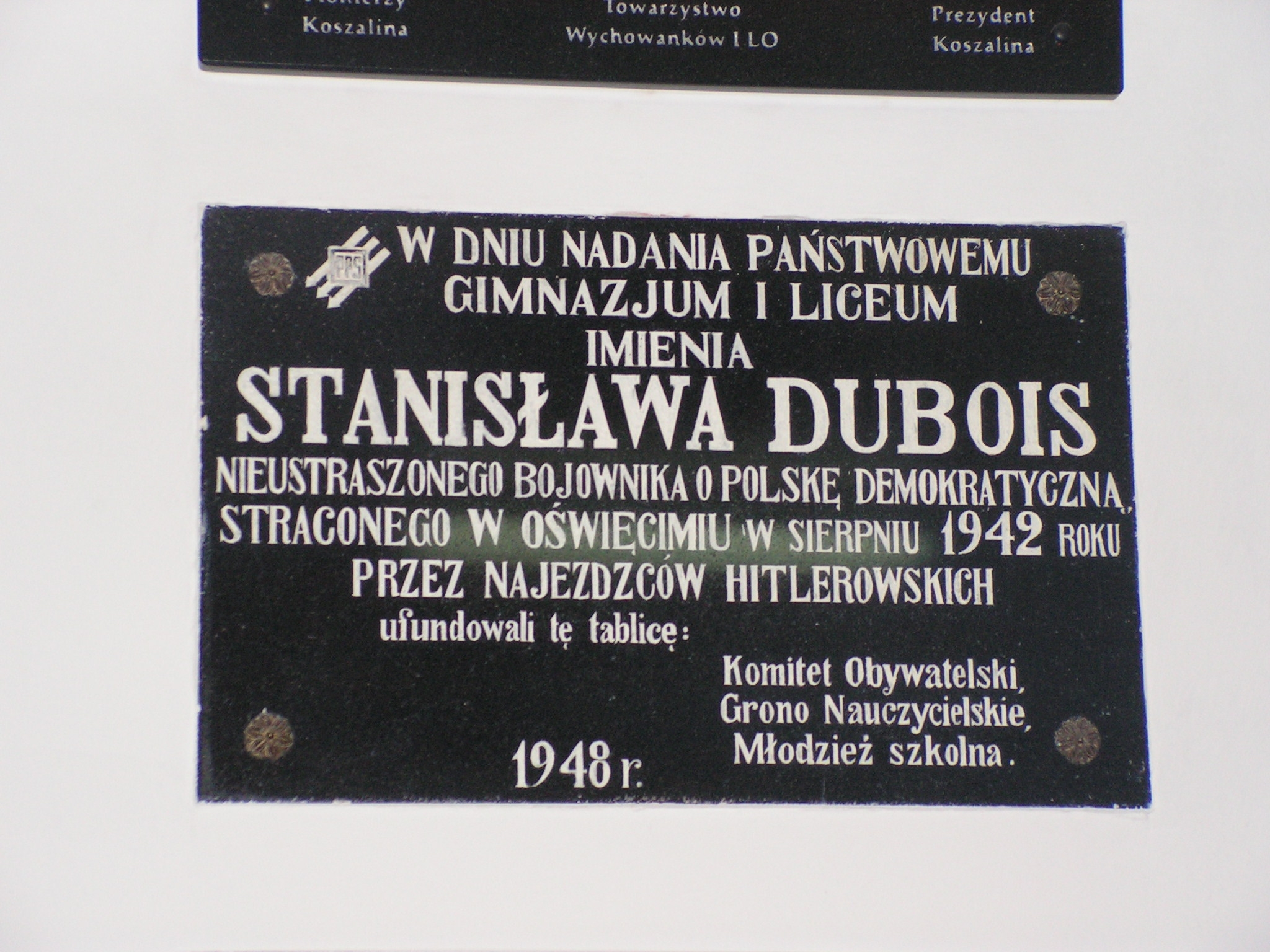
Tablica poświęcona nadaniu imienia Stanisława Dubois Państwowemu Gimnazjum i Liceum w Koszalinie w 1948. Obecnie I LO im. Dubois.

Po śmierci imię Stanisława Dubois zostało wykorzystane przez organizacje komunistyczne jako symbol walki o Polskę socjalistyczną. W deklaracji programowej Polskiej Partii Robotniczej (PPR) O co walczymy? z listopada 1943 stwierdzono, że:

Bezkompromisowość PPR w walce z okupantem i rodzimą reakcją wypływa z siły bojowników proletariatu: Waryńskiego i Okrzei, Barlickiego i Dubois, Buczka i Nowotki, którzy złożyli swoje życie za idee Polski wolnej i postępowej

Odwoływanie się do Dubois, jako pozytywnego bohatera, obowiązywało po 1945. W deklaracji ideowej Związku Młodzieży Polskiej (ZMP) w lipcu 1948 zapisano:

Przykładem walki o Polskę Ludową są niezapomniane postaci przywódców młodzieży polskiej, Stanisława Dubois, Hanki Sawickiej, Janka Krasickiego i Wojtka Janczaka

Dubois został również uznany za prekursora jedności PPS i PPR. W sierpniu 1948 na specjalnej akademii z okazji piątej rocznicy jego śmierci ówczesny sekretarz generalny „lubelskiej” PPS Józef Cyrankiewicz wygłosił przemówienie Stanisław Dubois – bojownik o jedność klasy robotniczej. Dubois umieszczono zatem wśród protoplastów Polskiej Zjednoczonej Partii Robotniczej. Jak skomentował to emigracyjny socjalista Adam Ciołkosz:

[…] Próchnik, Barlicki i Dubois uważani są niezmiennie za pionierów jedności ruchu robotniczego, co miałoby oznaczać połączenie się PPS z partią komunistyczną. Nieboszczycy są o tyle wygodni, że cokolwiek o nich się powie i napisze – nie mogą zgłosić sprostowania. Nazwiska Barlickiego i Dubois widniały wśród dwunastu nazwisk wypisanych na czerwonym sztandarze afisza awizującego „kongres jedności klasy robotniczej” w grudniu 1948, co prawda poniżej nazwisk Róży Luksemburg, Marchlewskiego i Dzierżyńskiego, ale bądź co bądź w jednej z nimi kolumnie. Co powiedzieliby dzisiaj na takie uhonorowanie oni obaj: Dubois i Barlicki? Któż to może wiedzieć – komuniści twierdzą, że wiedzą, ale w rzeczywistości nikt nie wie. Tyle tylko powinniśmy przypomnieć, że w roku 1920 Marchlewski i Dzierżyński szli za wojskami rosyjskimi obejmować władzę w podbitej Polsce, natomiast Barlicki wchodził w skład Rady Obrony Państwa, zaś Dubois walczył z najazdem bolszewickim w sposób jeszcze bardziej zdecydowany, bo z karabinem w ręku

## Ordery i odznaczenia
- Order Krzyża Grunwaldu I klasy (pośmiertnie, uchwała KRN z 3 stycznia 1945)[107][108]
- Krzyż Walecznych (1921)
- Krzyż na Śląskiej Wstędze Waleczności i Zasługi I klasy (1921)
- Śląski Krzyż Powstańczy (pośmietnie)
- Krzyż Oświęcimski (pośmiertnie, 1985)[109]

## Upamiętnienie

### Miasta

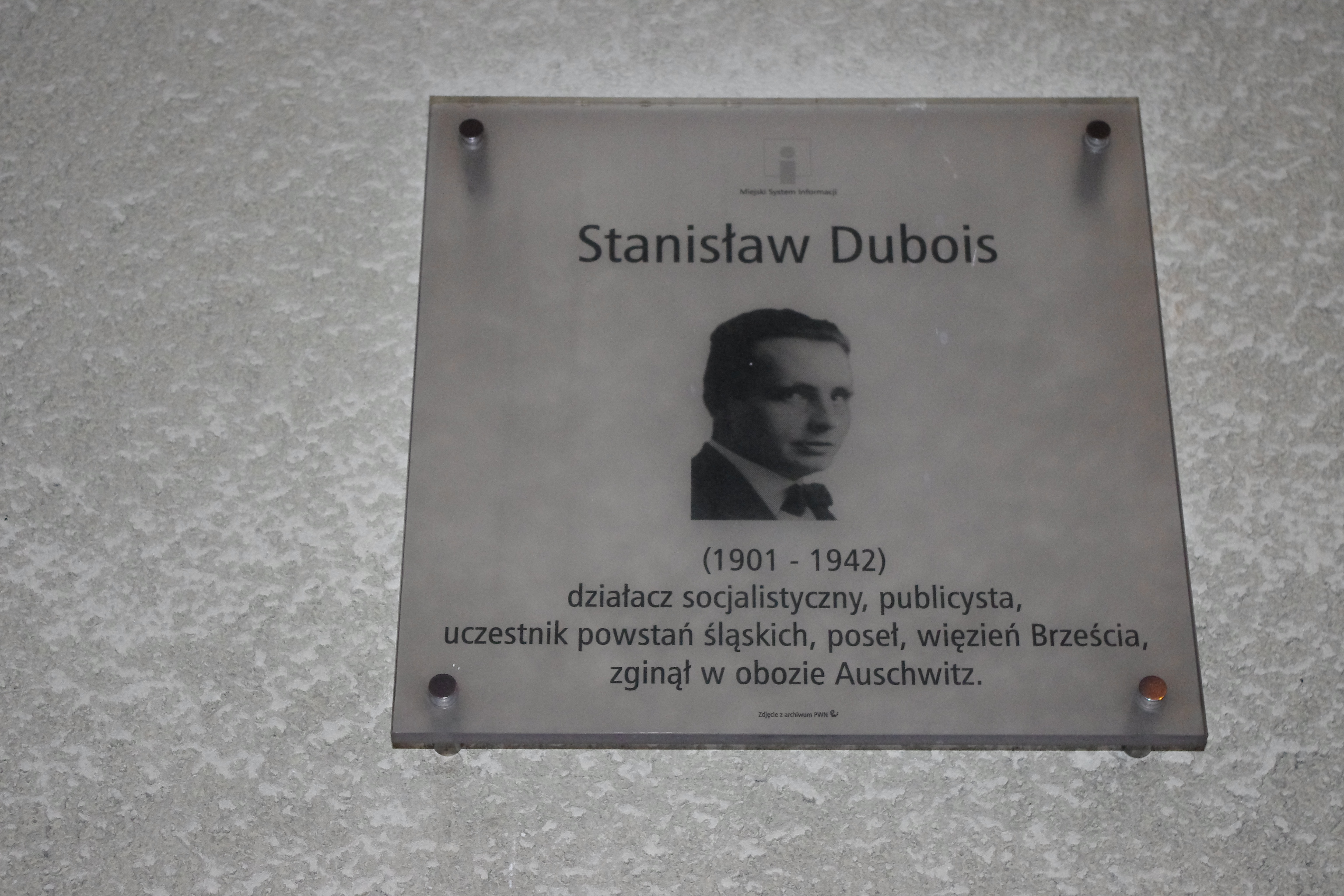
Tablica Miejskiego Systemu Informacji upamiętniająca polityka Stanisława Dubois, na ul. jego imienia w Warszawie

Stanisław Dubois jest patronem ulic w: Białymstoku, Bielsku-Białej, Brześciu Kujawskim, Bydgoszczy, Czeremsze, Częstochowie, Dąbrowie Górniczej, Gdańsku, Gliwicach, Gubinie, Hajnówce, Kołobrzegu, Krakowie, Lesznie, Lublinie, Łapach, Łobzie, Łodzi, Mielniku, Namysłowie, Nysie, Opolu, Ostrowi Mazowieckiej, Ostrzeszowie, Policach, Starachowicach, Strzelinie, Szczecinie, Tomaszowie Mazowieckim, Wałbrzychu, Warszawie, Wrocławiu oraz Zgierzu.

### Nadanie imienia
Imię Stanisława Dubois nosi:
- od 18 czerwca 1966 Szkoła Podstawowa nr 34 w Warszawie (wówczas przy ul. Drewnianej 8, następnie – od 1 IX 1969 r. – przy ul. Kruczkowskiego 12b),
- od 1947 I Liceum Ogólnokształcące w Koszalinie,
- od 1 lutego 1967 Technikum Ekonomiczne (następnie Zespół Szkół Zawodowych nr 2) w Ostrowi Mazowieckiej[110]. W kwietniu 1969 społeczeństwo miasta przekazało szkole sztandar. Uroczystość odbyła się z udziałem żony Stanisława Dubois – Kazimiery oraz syna Macieja. Prawdopodobnie w 2002, przy zmianie nazwy na Zespół Szkół nr 2 imię patrona zniknęło z nazwy szkoły.

Imię S. Dubois nosiły:
- od 1950 nieistniejące obecnie Zakłady Przemysłu Bawełnianego w Łodzi (późniejsze ZPB „Polino”),
- statek – drobnicowiec – Polskich Linii Oceanicznych pływający w latach 1965–1981[111],
- od 1967 – Hufiec ZHP Warszawa-Praga-Północ. W 2003 hufiec zrezygnował z jego patronatu, a w 2005 przyjął imię Wigierczyków[112],
- w roku szkolnym 1971/72 na 50-lecie szkolnictwa zawodowego imię Stanisława Dubois, nadano Technikum Mechanicznemu w Starachowicach. Obecnie szkoła funkcjonuje w ramach Zespołu Szkół Zawodowych Nr 2 w Starachowicach i nie używa imienia[113].

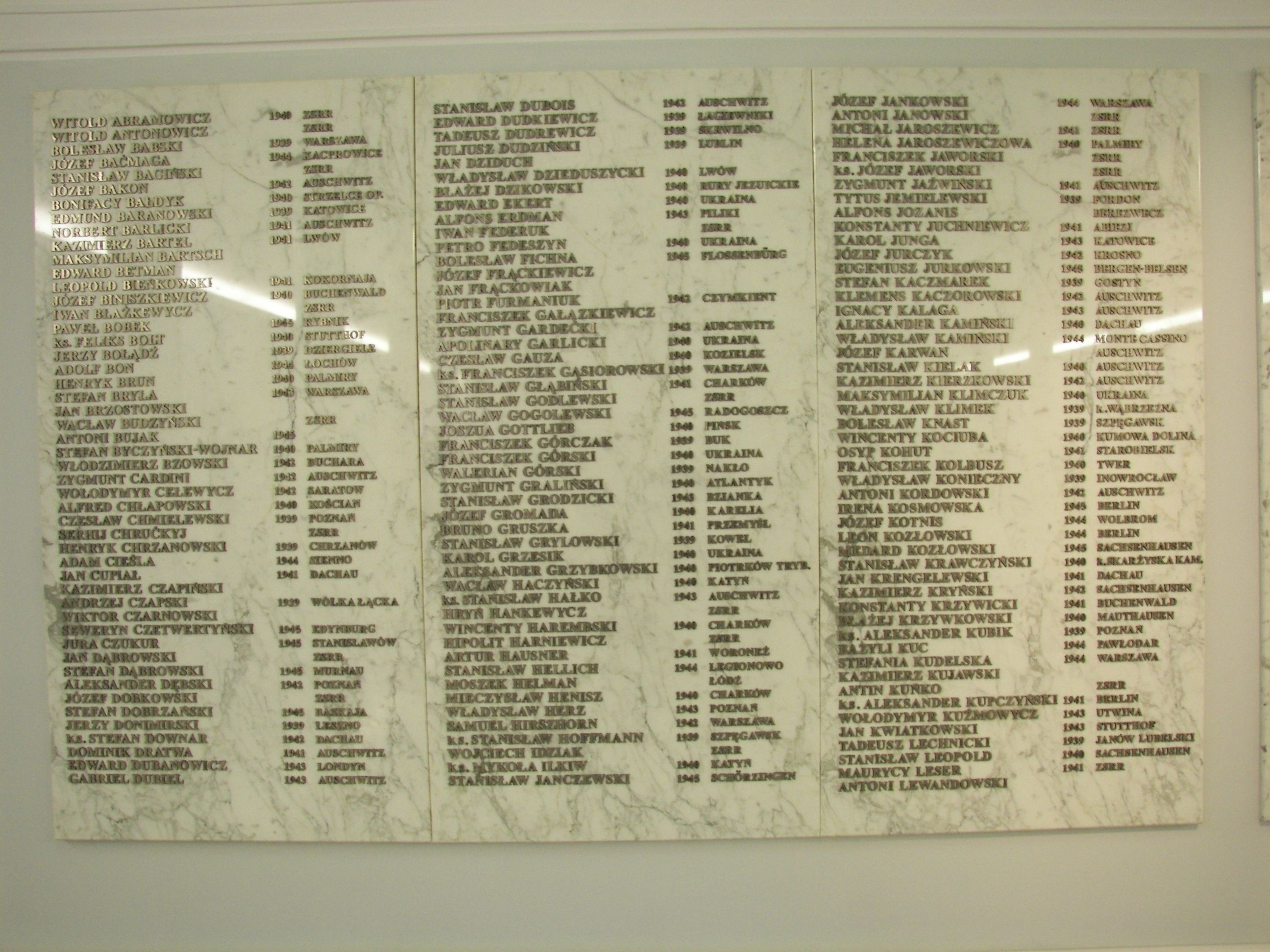
Hall główny Sejmu (pierwsze piętro) – tablica upamiętniająca posłów poległych pomordowanych w czasie II wojny światowej. W drugiej kolumnie od lewej na pierwszym miejscu nazwisko Dubois.

### Ku pamięci
W celu legitymizacji władzy komunistycznej w powojennej Polsce, jako przywódca RPPS, 3 stycznia 1945 został odznaczony pośmiertnie Orderem Krzyża Grunwaldu I klasy.
17 września 2005 odsłonięto w Sejmie tablicę poświęconą posłom II Rzeczypospolitej poległym i pomordowanym w czasie II wojny światowej. Na tablicy znajduje się również nazwisko Dubois.
8 czerwca 2006, w 66. rocznicę przybycia pierwszego transportu więźniów do KL Auschwitz, Sejm RP złożył hołd wszystkim ofiarom nazistowskich zbrodni. Wśród więźniów pierwszego transportu wymienione zostało nazwisko Stanisława Dubois.

### Filatelistyka
- 15 grudnia 1978 Poczta Polska wydała okolicznościową serię znaczków pocztowych „Działacze polskiego ruchu robotniczego” składającą się z czterech znaczków. Na znaczkach przedstawiono podobizny: Adolfa Warskiego, Juliana Leńskiego, Aleksandra Zawadzkiego i Stanisława Dubois[115].

## Stanisław Dubois w kulturze

### Film
Postać Dubois pojawiała się w polskich filmach fabularnych:
- „…Gdziekolwiek jesteś Panie Prezydencie…” (1978, reż. Andrzej Trzos-Rastawiecki). W roli Dubois wystąpił Jerzy Zass[116].
- „Zamach stanu” (1980, reż. Ryszard Filipski). W roli Dubois wystąpił Gabriel Nehrebecki[117].

### Opracowania

#### Wydawnictwa zwarte
- 1877–1957. 80-lecie szkoły Wojciecha Górskiego, Warszawa 1957.
- Armia Krajowa w dokumentach 1939–1945, Tom I, Wrocław-Warszawa-Kraków-Gdańsk-Łódź 1990, ISBN 83-04-03629-0.
- Ciołkosz A., Walka o prawdę. Wybór artykułów 1940–1978, Londyn 1989, ISBN 0-902352-71-7.
- Ciołkosz A., Wanda Wasilewska. Dwa szkice biograficzne, Londyn 1977.
- Lidia Ciołkoszowa, Spojrzenie wstecz, Andrzej Friszke (oprac.), Krzysztof Rutkowski (oprac.), Paris: Éditions du Dialogue, 1995, ISBN 2-85316-071-8, OCLC 743411028. Brak numerów stron w książce
- Krzysztof Dunin-Wąsowicz, Polski ruch socjalistyczny 1939–1945, Warszawa: Instytut Historii PAN [Polskiej Akademii Nauk], 1993, ISBN 83-900846-6-X, OCLC 834071700. Brak numerów stron w książce
- Mazur G., Biuro Informacji i Propagandy SZP-ZWZ-AK 1939–1945, Warszawa 1987, ISBN 83-211-0892-X.
- Milewski J., Z dziejów województwa białostockiego w okresie międzywojennym, Białystok 1999, ISBN 83-87881-08-2.
- Jan Mulak, Dlaczego? Andrzej Ziemski (red.), Warszawa: Wydawnictwo „Kto jest Kim”, 2006, ISBN 83-906213-4-7, ISBN 978-83-906213-4-0, OCLC 76343507. Brak numerów stron w książce
- Maria Nartonowicz-Kot, Polski ruch socjalistyczny w Łodzi w latach 1927–1939, Łódź: Wyd. Uniwersytetu Łódzkiego, 2001, ISBN 83-7171-426-2, OCLC 751262198. Brak numerów stron w książce
- Pragier A., Czas przeszły dokonany, Londyn 1966.
- Adam Próchnik, Pierwsze piętnastolecie Polski niepodległej, Warszawa: Państ. Wyd. Naukowe, 1983, ISBN 83-01-04376-8, OCLC 830220195. Brak numerów stron w książce
- Zbigniew Puchalski, Tadeusz Wawrzyński, Krzyż i Medal Niepodległości, Warszawa: Bellona, 1994, ISBN 83-11-08344-4, OCLC 830099329. Brak numerów stron w książce
- Rzepecki T., Rzepecki K.,Sejm i Senat 1928–1933, Poznań 1928.
- Rudziński E., Młodzi socjaliści, Warszawa 1980.
- Rudziński E., Olszyna R., Pasja ich życia, Warszawa 1960.
- Jan Tomicki, Lewica socjalistyczna w Polsce 1918–1939, wyd. 1, Warszawa: Książka i Wiedza, 1982, ISBN 83-05-11067-2, OCLC 10696102. Brak numerów stron w książce
- Tomicki J., Norbert Barlicki, Warszawa 1968.
- Jan Tomicki, Stanisław Dubois, Warszawa: Iskry, 1980, ISBN 83-207-0123-6, OCLC 830239542. Brak numerów stron w książce
- Tymieniecka A., Warszawska organizacja PPS 1918–1939, Warszawa 1982, ISBN 83-01-04204-4.
- Zagórski W., Wolność w niewoli, Londyn 1971.
- Zaremba Z., Wojna i konspiracja, Londyn 1957.
- Zyta Zarzycka, Polskie działania specjalne na Górnym Śląsku 1919–1921, Warszawa: Wyd. Min. Obrony Narodowej, 1989, ISBN 83-11-07583-2, OCLC 749852577. Brak numerów stron w książce

#### Wydawnictwa ciągłe
- Biuletyn Instytutu Pamięci Narodowej 99 (2009) nr 4. ipn.gov.pl. [zarchiwizowane z tego adresu (2010-04-16)]. (dostęp 31 stycznia 2010).
- Monitor Polski, 2 (1930), nr 280.
- Monitor Polski, 16 (1934).
- Palestra, 1–2 (2003) (dostęp 31 stycznia 2010).
- Przegląd socjalistyczny, nr 7–8 (1948).
- Przegląd Socjalistyczny, nr 4 (13) (2007), ISSN 1895-2283.
- Z Pola Walki 20 (1962), nr 4.

#### Artykuły w wersji elektronicznej
- Borejza T., Światłością zwyciężymy mrok (dostęp 31 stycznia 2010).
- Dubois Stanisław (1901–1942). Działacz socjalistyczny, publicysta, na stronie Wrota Podlasia. wrotapodlasia.pl. [zarchiwizowane z tego adresu (2017-01-18)]. (dostęp 16 stycznia 2017).
- Garboliński J., Uchwała Zjazdu Nadzwyczajnego Hufca Warszawa Praga Północ w sprawie wyboru bohatera hufca z dn. 11 grudnia 2005. archiwum.pragapolnoc.zhp.pl. [zarchiwizowane z tego adresu (2012-01-27)]. (dostęp 2 lutego 2010).
- Hufiec Warszawa Praga Północ im. „Wigierczyków”, Uchwała Zjazdu Nadzwyczajnego Hufca Warszawa Praga Północ w sprawie wyboru bohatera hufca z dn. 11 grudnia 2005. hufiec.pragapolnoc.zhp.pl. [zarchiwizowane z tego adresu (2017-01-18)]. (dostęp 16 stycznia 2017).
- Kobos A. M., Witold Pilecki w piekle XX wieku (dostęp 31 stycznia 2010).
- Machalica B., Geneza i początki rozwoju robotniczego ruchu sportowego w Polsce (dostęp 31 stycznia 2010).
- M. J., Knabbe Cz., M/s Stanisław Dubois (dostęp 31 stycznia 2010).
- Pilecki W., Raport „W” (dostęp 31 stycznia 2010).
- Spółdzielnia Budowlano-Mieszkaniowa „Domy Spółdzielcze”. spoldzielniemieszkaniowe.pl. [zarchiwizowane z tego adresu (2017-01-18)]. (dostęp 16 stycznia 2017).
- Stefan Korboński – biogram na stronie IPN. korbonski.ipn.gov.pl. [zarchiwizowane z tego adresu (2016-03-04)]. (dostęp 16 stycznia 2017).